# Spiraea anomala
Spiraea anomala là loài thực vật có hoa trong họ Hoa hồng. Loài này được Batalin miêu tả khoa học đầu tiên năm 1893.